# Estado de emergência na Etiópia em 2016-2017
O estado de emergência na Etiópia de 2016-2017 foi declarado em 9 de outubro de 2016 pelo primeiro-ministro etíope Hailemariam Desalegn.  O estado de emergência autorizou os militares a imporem segurança em todo o país e também impôs restrições à liberdade de expressão e ao acesso à informação.  Os meios de comunicação informaram que a duração do estado de emergência deveria ser de seis meses. A Constituição da Etiópia prevê um estado de emergência de seis meses sob certas condições.  A declaração de estado de emergência pelo governo ocorreu como consequência dos grandes protestos dos grupos éticos oromo e amhara contra o governo, que é controlado por indivíduos do grupo étnico tigray, uma minoria étnica menor. Foi a primeira vez em, aproximadamente, 25 anos que um estado de emergência foi declarado na Etiópia.  Em março de 2017, o parlamento da Etiópia votou para ampliar o estado de emergência por mais quatro meses. 
Em 4 de agosto de 2017, o estado de emergência foi finalmente retirado.